# If I Didn't Have You
"If I Didn't Have You" é uma canção escrita pelo compositor e cantor Randy Newman, que aparece durante os créditos finais do longa-metragem de animação de 2001 Monsters, Inc. Cantada por John Goodman e Billy Crystal, a canção ganhou o Prêmio da Academia de melhor canção original em 2002. A versão em Português do Brasil foi intitulada como "Se Não Fosse Você", cantada por Mauro Ramos e Sérgio Stern e em Português de Portugal "Se Vivesse em Sem Ti" cantada por Fernando Luís e João Baião (por acaso os atores de todas as versões que cantaram esta música deram as vozes às personagens principais, ou seja, James P. Sullivan "Sulley" e Mike Wazowski, achando que são as personagens que estão a cantar, já que referem os seus nomes).

## Versão de Riders in the Sky
A banda Riders in the Sky fez um cover da canção para o álbum Monsters, Inc. Scream Factory Favorites. O álbum ganhou o Grammy de Melhor Álbum Musical Infantil em 2003.

## Versão de Emily Osment e Mitchel Musso
Emily Osment e Mitchel Musso gravaram uma versão cover da canção para o álbum DisneyMania 6. A canção foi produzida por Bryan Todd. Os dois também filmaram um vídeo da música para esta versão.

### Faixas do single
1. "If I Didn't Have You" Radio Disney version
2. "If I Didn't Have You" Chris Cox remix
3. "If I Didn't Have You" DisneyMania version
4. "If I Didn't Have You" DisneyMania remix

### Charts
| Parada (2008)                                   | Melhor posição |
| ----------------------------------------------- | -------------- |
| E.U.A. Billboard Bubbling Under Hot 100 Singles | 7              |
| E.U.A. Billboard Pop 100                        | 82             |